# Crambicybalomia
Crambicybalomia es un género de polillas de la familia Crambidae. Fue descrito por Wolfram Mey en 2011. Contiene una sola especie, Crambicybalomia ariditalis, que se encuentra en Namibia y Sudáfrica.